# Anisodontea hypomandarum
Anisodontea hypomandarum är en malvaväxtart som först beskrevs av Thomas Archibald Sprague, och fick sitt nu gällande namn av D. M. Bates. Anisodontea hypomandarum ingår i släktet rumsmalvor, och familjen malvaväxter. Inga underarter finns listade i Catalogue of Life.